# Khatool Mohammadzai
Khatool Mohammadzai, (paszto خاتول محمدزی, ur. 1966 w Kabulu) – afgańska wojskowa, pierwsza w historii afgańskich sił zbrojnych kobieta w randze generała.

## Życiorys
Urodziła się w Kabulu. W 1983, po ukończeniu szkoły średniej wstąpiła na ochotnika do jednostki powietrznodesantowej Sił Zbrojnych Demokratycznej Republiki Afganistanu. W 1984 zaliczyła pierwszy skok ze spadochronem. Po odbyciu studiów prawniczych na Uniwersytecie Kabulskim uzyskała awans na pierwszy stopień oficerski. Naukę kontynuowała w ZSRR. W czasie wojny afgańsko-sowieckiej pracowała jako instruktorka, szkoląc żołnierzy jednostek powietrznodesantowych.
W 1990 wyszła za mąż za oficera, który zginął w walce rok później. Po przejęciu władzy przez mudżahedinów nie mogła kontynuować kariery wojskowej. Jako wdowa po oficerze otrzymywała zasiłek, utrzymując się z szycia, prowadziła także tajną szkołę dla dziewcząt.
Po upadku Talibów w 2001 wstąpiła do nowotworzonych jednostek wojskowych i uzyskała od prezydenta Hamida Karzaia awans na stopień generała brygady. W tym czasie współpracowała z oficerami NATO organizując programy szkoleniowe dla afgańskich wojsk powietrznodesantowych. W ministerstwie obrony pełniła funkcję zastępczyni dyrektora d.s. kobiet. W 2004 była jedyną kobietą startującą w międzynarodowych zawodach spadochronowych, które odbyły się w Kabulu. Wygrała je, pokonując 35 innych spadochroniarzy. W 2012 awansowała na stanowisko dyrektora urzędu d.s. kobiet w armii afgańskiej otrzymując awans na stopień generała pułkownika, najwyższy jaki uzyskała kobieta służąca w afgańskich siłach zbrojnych. W swojej karierze wykonała ponad 600 skoków ze spadochronem. Od czasu przejęcia władzy w Afganistanie przez Talibów w 2021, losy Khatool Mohammadzai pozostają nieznane.